# Chittagong
Chittagong er en by i det sydøstlige Bangladesh, der med et indbyggertal (pr. 2007) på cirka 2.532.000 er landets næststørste by. Byen er hovedstad i et distrikt af samme navn.
Chittagong ligger ved kysten til den Bengalske bugt, og er landets største havneby. Næsten alt Bangladesh' import og eksport går gennem byen, der dermed også er blevet landets finansielle centrum.